# Nicole Offendal
Nicole Offendal (født 23. august 1971) er en dansk advokat, der siden 1. november 2021 har været adm. direktør i Finanssektorens Arbejdsgiverforening (FA)
.
Offendal er student fra Stenløse Amtsgymnasium i 1990, cand.jur. ved Københavns Universitet i 1997 og advokat i 2000.
Nicole Offendal har været ansat i flere advokatfirmaer og har blandt andet været partner i DLA Piper (2007-2009) og Norrbom Vinding (2010-2012).
Offendal blev i 2012 ansat i Danske Bank, hvor hun i 2015 blev forfremmet til Senior Vice President & Global Head of HR Legal i. Samme sted blev hun i 2018 forfremmet til Senior Vice President & Global Head of HR Legal & Head of HR Partnering og til Senior Vice President Global HR Legal & Global HR Manager, Staff Functions i 2019.
I november 2021 tiltrådte Nicole Offendal stillingen som adm. direktør i Finanssektorens Arbejdsgiverforening (FA).
Nicole Offendal er medlem af Repræsentantskabet i ATP, dommer i Arbejdsretten, specialistdommer ved Østre Landsret og medforfatter til bøgerne ”Incentives og bonusordninger” og ”Internationale ansættelsesforhold”. 
Nicole Offendal sidder i bestyrelsen for CPH Business Academy.
Nicole Offendal har tre børn og er bosat i Charlottenlund.